# Giovanni Panico
Giovanni Panico (Tricase, 12 aprile 1895 – Tricase, 7 luglio 1962) è stato un cardinale e arcivescovo cattolico italiano.

## Biografia

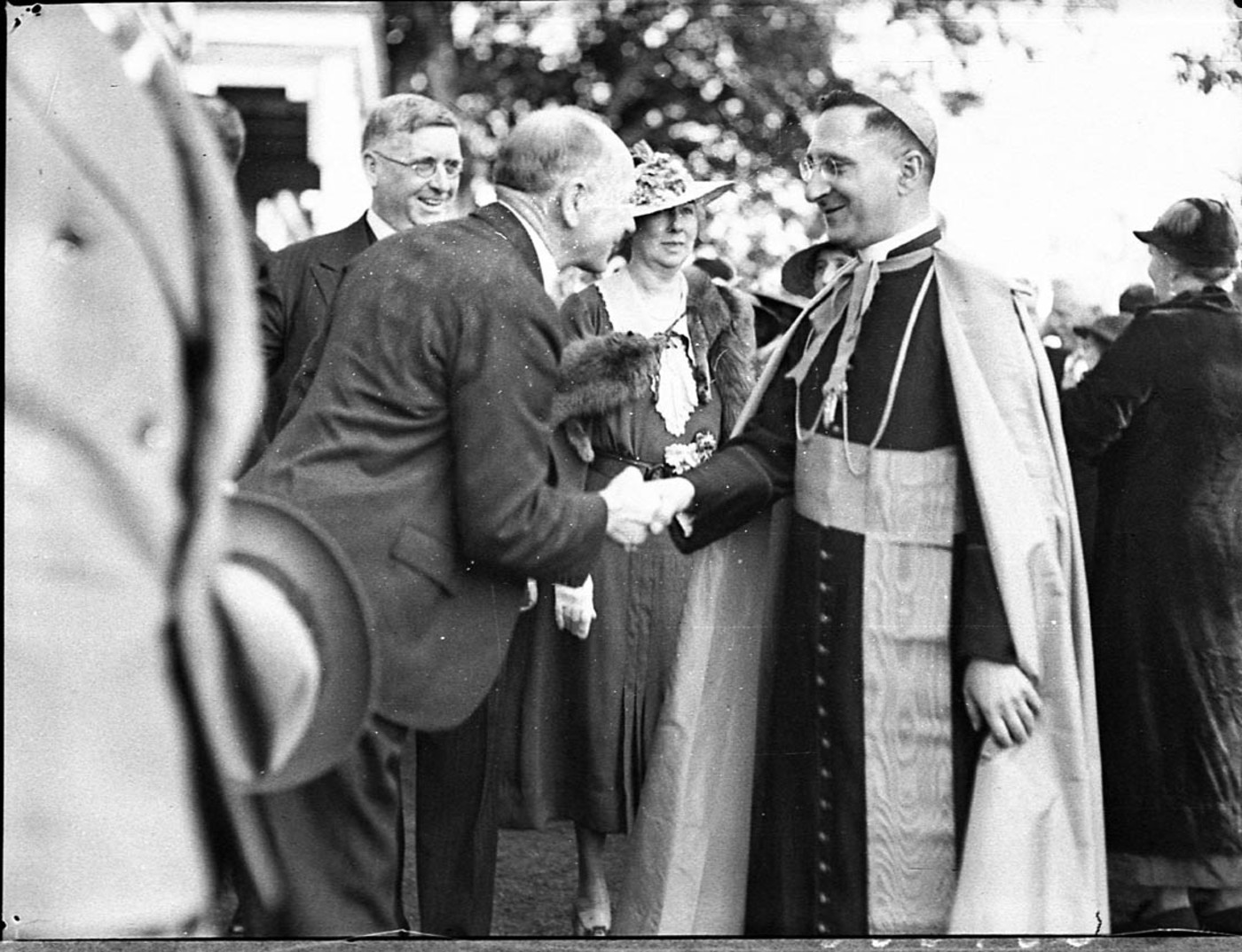
Panico a una festa in giardino a Sydney nel 1936

- 1895: 12 aprile; nasce a Tricase sesto di undici figli, da Carmine e Marina Zocco;
- 1919: 14 marzo; è ordinato sacerdote a Roma, in S. Giovanni in Laterano, dal cardinale Basilio Pompilj. Prosegue gli studi a Roma conseguendo la laurea in Teologia e in Diritto Canonico e Civile;
- 1922: Rientra a Tricase dove inizia il suo ministero pastorale e getta le basi per l'istituzione della Parrocchia di Tricase Porto;
- 1923: Addetto alla Nunziatura Apostolica in Colombia;
- 1926: Segretario della Nunziatura Apostolica in Argentina, Paraguay e Uruguay;
- 1931: aprile; uditore presso la Nunziatura in Cecoslovacchia;
- 1934: agosto; Osservatore della S. Sede al Plebiscito della Saar
- 1935: 17 ottobre; Delegato Apostolico per l'Australia, Nuova Zelanda, Indonesia, isole del Pacifico.
- 1935: 8 dicembre; Dal Card. Pietro Fumasoni Biondi è consacrato Arcivescovo titolare di Giustiniana Prima, nella Cappella di Propaganda Fide in Roma;
- 1948: ottobre; Nunzio Apostolico in Perù;
- 1954; marzo; Delegato Apostolico in Canada;

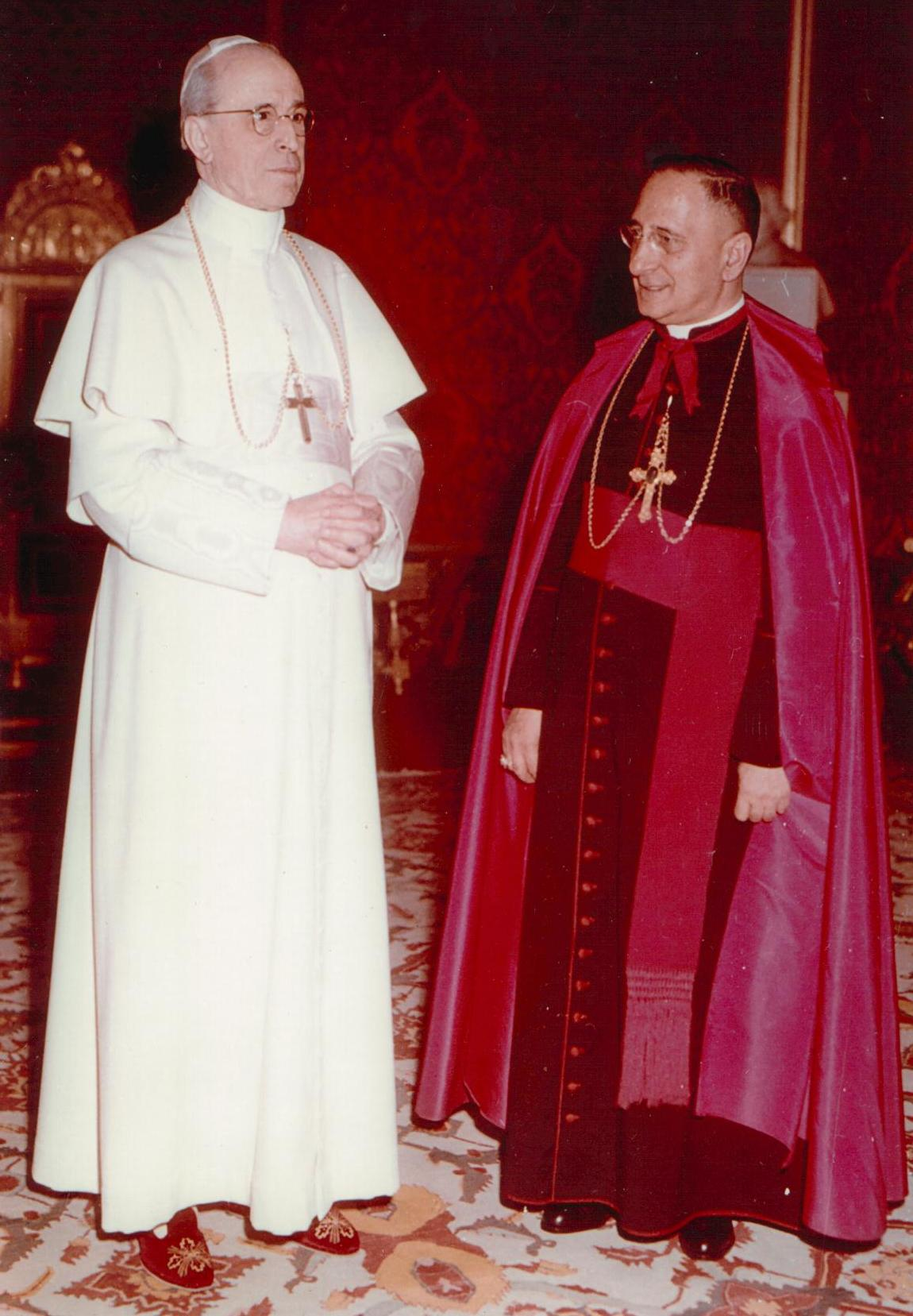
Giovanni Panico con papa Pio XII

- 1959: gennaio; Nunzio Apostolico in Portogallo;
- 1962: 18 febbraio; cardinale di Santa Romana Chiesa. Nel Concistoro pubblico del 24 maggio riceve il galero in San Pietro da papa Giovanni XXIII.
- 1962: 1º luglio; viene accolto dalla sua Tricase festante e celebra il solenne pontificale sul sagrato della Chiesa di San Domenico.
- 1962: 7 luglio; a mezzogiorno, il suo cuore cessa di battere nella sua casa a Tricase Porto. Le sue spoglie, in occasione del 50° della sua morte, sono state traslate dalla cripta della chiesa madre nel transetto della medesima, ai piedi dell'altare di s. Carlo Borromeo.

## Genealogia episcopale e successione apostolica
La genealogia episcopale è:
- Cardinale Scipione Rebiba
- Cardinale Giulio Antonio Santori
- Cardinale Girolamo Bernerio, O.P.
- Arcivescovo Galeazzo Sanvitale
- Cardinale Ludovico Ludovisi
- Cardinale Luigi Caetani
- Cardinale Ulderico Carpegna
- Cardinale Paluzzo Paluzzi Altieri degli Albertoni
- Papa Benedetto XIII
- Papa Benedetto XIV
- Papa Clemente XIII
- Cardinale Marcantonio Colonna
- Cardinale Giacinto Sigismondo Gerdil, B.
- Cardinale Giulio Maria della Somaglia
- Cardinale Carlo Odescalchi, S.I.
- Cardinale Costantino Patrizi Naro
- Cardinale Serafino Vannutelli
- Cardinale Domenico Serafini, Cong. Subl. O.S.B.
- Cardinale Pietro Fumasoni Biondi
- Cardinale Giovanni Panico

La successione apostolica è:
- Arcivescovo Justin Daniel Simonds (1937)
- Vescovo Francis-Xavier Gsell, M.S.C. (1938)
- Vescovo Hugh Edward Ryan (1938)
- Vescovo Thomas Absolam McCabe (1939)
- Vescovo Antoine Everard Jean Avertanus Albers, O.Carm. (1939)
- Arcivescovo Matthew Beovich (1940)
- Arcivescovo Ernest Victor Tweedy (1943)
- Vescovo Jaime Garcia Goulart (1945)
- Vescovo Andrew Gerard Tynan (1946)
- Vescovo André Sorin, M.S.C. (1946)
- Arcivescovo Eris Norman Michael O'Brien (1948)
- Vescovo Edward John Doody (1948)
- Arcivescovo Guilford Clyde Young (1948)
- Vescovo José María García Graín, O.P. (1949)
- Arcivescovo Otoniel Alcedo Culquicóndor, S.D.B. (1953)
- Vescovo Malcolm Angus MacEachern (1955)
- Vescovo Thomas Joseph McCarthy (1955)
- Vescovo José Damase Laberge, O.F.M. (1955)
- Vescovo Albert Sanschagrin, O.M.I. (1957)
- Vescovo Wilfrid Emmett Doyle (1958)

## Bibliografia

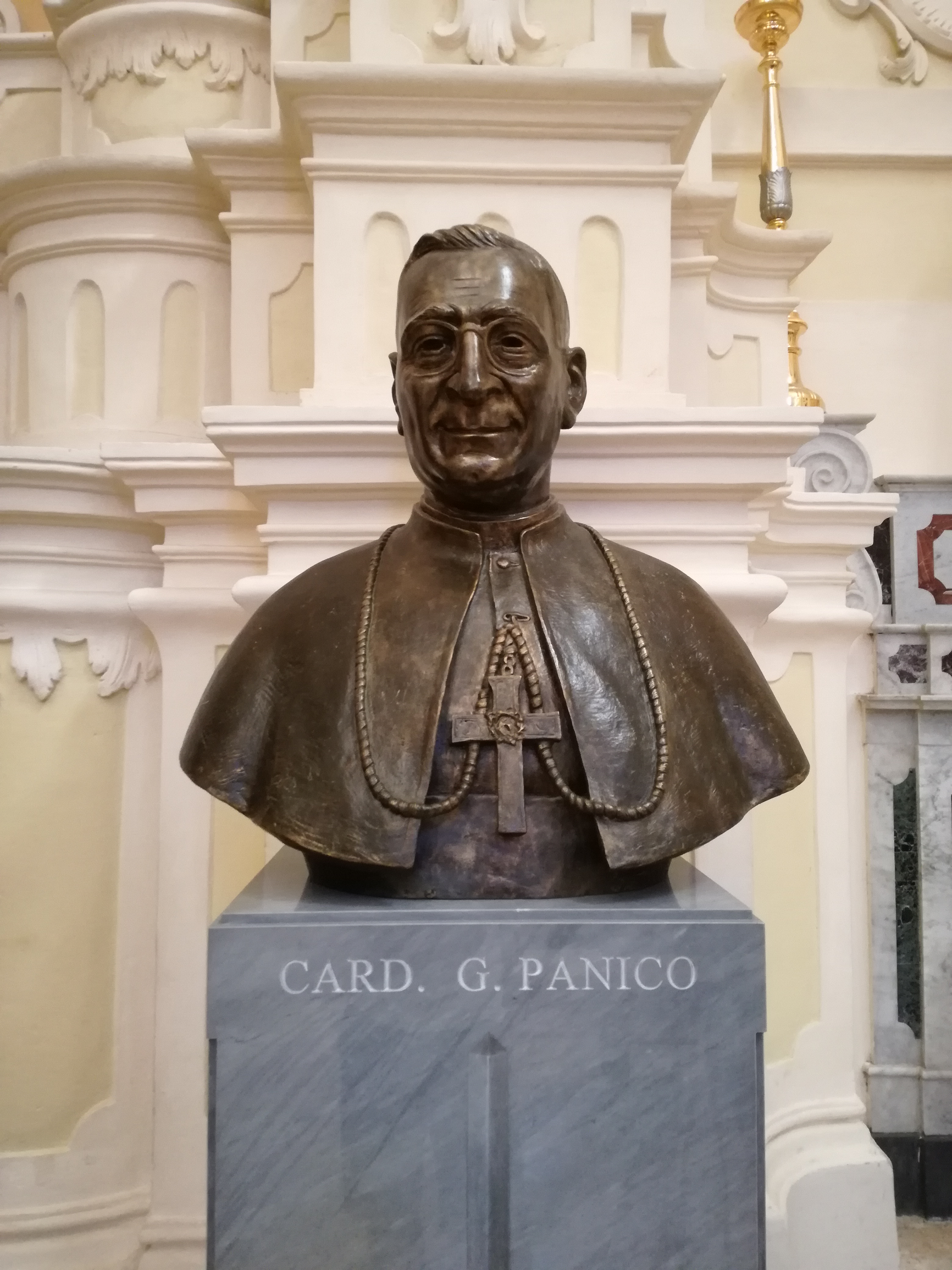
Busto del cardinale a Tricase